# Благовест Белев
Благовест Чанев Белев е български политик от „Продължаваме промяната“. Народен представител в XLVII народно събрание.

## Биография
Благовест Белев е роден на 9 октомври 1963 г. в град Пловдив, Народна република България. Завършва ВВМУ „Н. Й. Вапцаров“ със специалност „Корабоводене“. През 2006 г. придобива степен капитан далечно плаване. От 1991 г. е преподавател в Морско училище.
На парламентарните избори през ноември 2021 г. като кандидат за народен представител е 5-ти в листата на „Продължаваме промяната“ за 3 МИР Варна, откъдето е избран.